# 土井利忠
土井 利忠（どい としただ）は、江戸時代後期の大名。越前国大野藩7代藩主。号は欽斉。官位は従五位下・能登守。贈従三位。利房系土井家7代。
藩政改革、教育制度整備、軍制改革などで大きな実績を挙げ、樺太開拓を目指すなどスケールの大きい名君といわれる。

## 出生・相続
5代藩主・土井利義が隠居して養子・利器に家督を譲った後に利義の長男として江戸藩邸にて誕生。母は岡部長備の娘。幼名は錦橘。
文政元年（1818年）、8歳で元服して利忠を名乗った直後、利器が病に伏したため急遽、養子となり、利器の没後に家督を相続した。ただし、幼少ということで、19歳まで江戸藩邸で育った。

## 藩政改革
利忠が始めて大野へ入部したのは文政12年（1829年）7月9日であった。幕末はいずれの藩も同じであったが、大野藩も莫大な財政赤字を抱え、減知減給が恒常的に行われていた。利忠は早速翌年に「寅年御国産之御仕法」と後年呼ばれる倹約及び地場産品奨励の命令を出し、現在で言う保護貿易政策をとった。続いて天保3年（1832年）5月に領内の面谷（おもだに）鉱山を藩直営に切り替えた。ただし、これらの政策はすぐには効果が発揮されず、藩財政のみならず藩士一般の窮迫も改善のめどが立たなかった。
天保13年（1842年）4月27日、利忠は自筆をもって「更始の令」を発布した。その内容は、
藩財政及び藩士家計はもうどうにもならず、ここまで放置したのは我々の責任である、今後は君臣上下一体となって倹約を旨とし、不正を許さず、藩主に対しても気がついたことは直言でも封書でもよいから申し出てもらいたい、家臣の力なくして土井家も大野藩も未来はない。
というもので、城内書院に集められてこの令の読み上げを聞いた家臣一同は感涙に咽んだという。その後、利忠は国許にいるときも江戸に参勤しているときも、自筆の命令により改革を進めていくこととなる。
続いて利忠は人材の登用を行い、内山七郎右衛門良休と内山隆佐良隆の兄弟を抜擢した。兄の良休は勝手方一向奉行となって財政の総責任者となり、弟の隆佐は教育や軍制の方面で大いに活躍することとなる。財政再建で威力を発揮したのは、直営となった面谷鉱山であった。年間10万貫の銅を産出したといわれている。

## 藩校明倫館・洋学館
天保14年（1843年）7月、利忠は学問所創設を命じ、明倫館と名づけられて弘化元年（1844年）4月に開校した。学問は朱子学を柱としたが、他の学派の議論も認め、また医学の修行も取り入れるなど工夫を凝らした。のちには蘭学も取り入れて洋学館を設立し、大坂の適塾塾頭を務めた伊藤慎蔵を招いた講義も行うなど力を入れたため、全国から生徒が集まるようになった。

## 軍制改革
利忠は藩の軍制に高島流砲術を導入し、弘化2年（1845年）3月に大砲1門を鋳造させ、早打ち調練などを盛んにやらせたためこれも評判となり、他藩からの入門希望が多数寄せられるようになった。嘉永6年（1853年）のペリー来航後は、内山隆佐を軍師に任命し、弓槍から銃砲へと、洋式軍隊への転換を図った。また、内山隆佐に大砲の鋳造を命じ完成させた。安政元年（1854年）3月に大がかりな洋式訓練を行い、諸藩の評判となった。

## 大野屋
勝手方一向奉行の内山良休は、大野藩の地場産品を藩直営商店を通じて売り出すことを考案し、安政2年（1855年）5月に大坂大野屋を開業した。以降、箱館、岐阜、名古屋、越前各地などに大野屋を開いた。商品取引のほかに金融業もこなしていたという。

## 北蝦夷地開拓と大野丸
安政2年（1855年）、幕府はロシアの南下政策に危機感を強め、全国の藩に北方警備のため蝦夷地開拓の募集を行った。内山隆佐は利忠以下藩論をまとめて応募し、自ら探検調査団を率いて渡島半島を調査した。蝦夷地開拓は結局大野藩へは下命されなかったが、大野藩は諦めずに今度は北蝦夷地（樺太）開拓の許可を求めた。安政5年（1858年）、幕府は利忠に北蝦夷地西浦の警固と開拓を命じた。大野藩準領ウショロ場所である。これには船が必要ということで、建造したのが藩船大野丸であった。大野丸は長さ23m、幅7m、2本マストの帆船で、この年7月に進水し、敦賀湾を拠点として北方貿易及び警備兵運送に従事した。
ただし、北蝦夷地開拓は北緯50度まで行ったものの、予想に反して利益が出ず、開拓は行き詰まった。幕府は利忠に対し、北蝦夷地を大野藩領に準ずるものとし、大野藩の江戸城内御用を免じるなどの方策を講じて援助した。幕府は北蝦夷地の警固をそれほど重視していたのである。しかし、元治元年（1864年）内山隆佐の死と大野丸の遭難沈没が重なって開拓は頓挫し、明治元年（1868年）に大野藩は明治新政府に樺太を返上し、開拓に終止符を打った。

## 隠居・没
文久2年（1862年）、利忠は病気を理由に隠居し、15歳の三男・捨次郎が利恒と改名して家督を相続した。藩政改革は軌道に乗り、借金まみれだった財政は黒字化を達成していた。藩校明倫館は名校として天下に響き、洋式軍隊が整備され、樺太まで準藩領になった。何よりも藩内が活性化され、藩士たちの活気が蘇ったことが最大の成果といえる。天保13年の「更始の令」以来、大野藩自体をもう一度やり直す（更に始める）、という気概で取り組んできた改革は見事に実を結んだ。
利忠は明治元年（1868年）に没した。享年58。
明治15年（1882年）、旧藩士たちの手により、大野城ふもとに利忠を祭った神社「柳廼社（やなぎのやしろ）」が建立された。

## 年表
- 文化8年（1811年） 出生。
- 文政元年（1818年） 元服、大野藩襲封。
- 文政12年（1829年） 越前大野初入部。
- 天保13年（1842年） 更始の令。
- 天保14年（1843年） 学問所創設の令。翌年明倫館創設。
- 弘化2年（1845年） 洋医学、高島流砲術を採用。
- 嘉永4年（1851年） 種痘施術所を開設。
- 安政元年（1854年） 小児への強制種痘を命令。洋式軍隊による大演習。蘭学奨励。砲術書出版。
- 安政2年（1855年） 大坂大野屋開店。幕府へ蝦夷地開拓伺い提出。伊藤慎蔵を蘭学教授に招く。
- 安政3年（1856年） 蝦夷地探検実施。洋学館開設。
- 安政4年（1857年） 箱館大野屋開店。城下に病院を開設。北蝦夷地開拓を決定。
- 安政5年（1858年） 幕府より北蝦夷地開拓許可。大野丸完成。
- 安政6年（1859年） 北蝦夷地開拓兵到着、鵜城（ウショロ）を根拠地として越冬。
- 万延元年（1860年） 北蝦夷地の一部を大野藩準領地として決定。
- 文久2年（1862年） 隠居。
- 明治元年（1868年） 没。

## 系譜
父母
- 土井利義（実父）
- 栄香院 ー 岡部長備の娘（実母）
- 土井利器（養父）

正室、継室
- お晋 ー 戸沢正胤の娘（正室）
- 戸田氏庸の娘（継室）

側室
- 中村氏

子女
- 土井利恒（三男）生母は中村氏（側室）

## 関連書籍
- 童門冬二『海の街道 銭屋五兵衛と冒険者たち』上、下（学陽書房人物文庫、1997年） 上　ISBN 4-313-75031-2、下 ISBN 4-313-75032-0
- 大島昌宏『そろばん武士道』（学陽書房人物文庫、2000年） ISBN 978-4-313-75099-9　内山七郎右衛門良休の大野藩藩政改革。